# Kolbenkrone
Die Kolbenkrone ist bei in Hubkolbenmotoren eingesetzten Kolben der manchmal verwendete erhabene Rand auf dem Kolbenboden. Die Funktion der Kolbenkrone ist es, eine Wirbelkammer zum besseren Vermischen des Luft-Kraftstoffgemisches zu bieten. In einigen Fällen stellt die Kolbenkrone auch die Nuten zur Aufnahme der Kolbenringe.